# Gézové

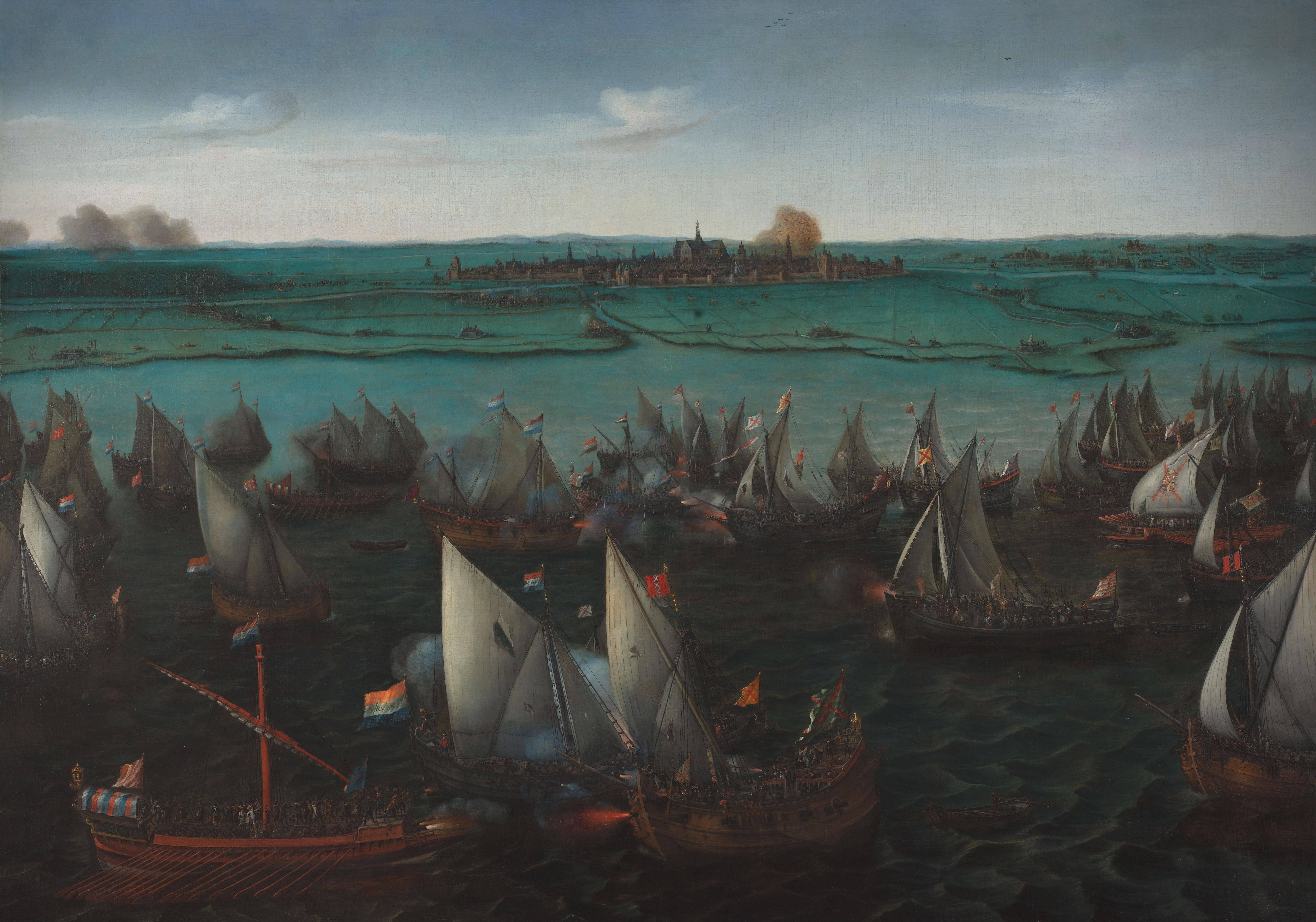
Námořní bitva mořských gézů a Španělů na Haarlemském moři roku 1573

Gézové (starším pravopisem geusové, z francouzského gueux – „žebráci“) byli představitelé nizozemské protišpanělské opozice během revoluce v Nizozemí v letech 1564–1581.

## Pojem Gézové
Gézové byli buď lesní, nebo mořští. Lesní gézové podnikali své boje na pevnině a vedli takzvanou partyzánskou válku, mořští gézové bojovali na moři. Mořští gézové kotvili v anglických přístavech, odkud podnikali své výboje. Označení žebráci vzniklo na základě pohrdlivé věty, kterou pronesl na adresu gézů rada Charles de Berlaymont k nizozemské regentce Markétě Parmské poté, co se do jejího paláce na audienci dostavilo na 250 nizozemských šlechticů a ona se zalekla tak velkého davu: Madam, přeci se nebudete bát těchto žebráků (ces gueux). Gézové toto původně urážlivé označení přejali za své a jako své symboly si zvolili žebráckou mošnu a misku.

## Ohlasy v umění
- Světově známý je román Charlese de Costera Hrdinné, veselé i slavné příhody Thylberta Ulenspiegla a Lamma Goedzaka ve Flandřích i jinde, jak je vypravují, který se povstáním Gézů inspiruje
- Na libreto německého básníka J. C. Hickela napsal český skladatel František Škroup operu Mořský geus (Der Meergeuse).
- V české literatuře byla Gézy inspirována Mstivá kantiléna básníka Karla Hlaváčka[1]
- Český autor Géza Včelička přijal svůj pseudonym podle Gézů Hlaváčkovy Mstivé kantilény[2]
- Historický román Velký géz (De grote geus, 1949) od Johana Fabricia o osudech hraběte Hendrika van Brederode